# Jedlina Zdrój (gmina)
Jedlina Zdrój – dawna gmina wiejska istniejąca w latach 1945–1954 w woj. wrocławskim (dzisiejsze woj. dolnośląskie). Siedzibą władz gminy była wieś Jedlina Zdrój (obecna pisownia Jedlina-Zdrój).
Gmina Jedlina Zdrój powstała po II wojnie światowej na terenie tzw. Ziem Odzyskanych (tzw. II okręg administracyjny – Dolny Śląsk). 28 czerwca 1946 gmina – jako jednostka administracyjna powiatu wałbrzyskiego – weszła w skład nowo utworzonego woj. wrocławskiego.
1 stycznia 1951 z gminy Jedlina Zdrój wyłączono gromadę Rusinowa, włączając ją do miasta Wałbrzycha. Natomiast gromadę Podlesie zintegrowano przed 1952 z gromadą Olszyniec.
Według stanu z 1 lipca 1952 gmina składała się z 7 gromad: Dziećmorowice, Glinica, Jedlina Zdrój, Kamieńsk, Niedźwiedzice, Olszyniec i Suliszów. Gmina została zniesiona 29 września 1954 wraz z reformą wprowadzającą gromady w miejsce gmin. Jednostki nie przywrócono 1 stycznia 1973 wraz z kolejną reformą reaktywującą gminy.